# Маріона Гальїфа Пуїгдесенс
Маріона Гальїфа Пуїгдесенс (ісп. Mariona Gallifa Puigdesens; нар. 28 січня 1982) — колишня іспанська тенісистка.
Найвищу одиночну позицію світового рейтингу — 399 місце досягла 21 Oct 2002, парну — 596 місце — 14 Oct 2002 року.

## Фінали ITF

### Парний розряд: 2 (0–2)
| Результат | Ранг | Дата           | Турнір                 | Покриття | Партнерка            | Суперниці                                  | Рахунок       |
| --------- | ---- | -------------- | ---------------------- | -------- | -------------------- | ------------------------------------------ | ------------- |
| Поразка   | 1.   | 16 жовтня 2005 | Бенікарло, Іспанія     | Ґрунт    | Елена Кальдес-Маркес | Софія Брун Патріція Майр-Ахлайтнер         | 5–7, 6–1, 2–6 |
| Поразка   | 2.   | 7 травня 2006  | Вік (Іспанія), Іспанія | Ґрунт    | Sara Pujals Pérez    | Нурія Санчес Гарсія Laura Vallvaerdu-Zafra | 2–6, 3–6      |